# Kaolinit
Das Mineral Kaolinit ist ein sehr häufig vorkommendes Schichtsilikat aus der Kaolinit-Serpentin-Gruppe mit der kristallchemischen Zusammensetzung Al4[(OH)8|Si4O10]. Es ist ein typischer Vertreter der Zweischicht-Tonminerale. Kaolinit kristallisiert im triklinen Kristallsystem und entwickelt meist blättrige, schuppige, erdige oder massige Aggregate, selten aber auch pseudohexagonale Kristalle von überwiegend weißer Farbe. Durch Verunreinigungen kann seine Farbe aber auch ins rötliche, bräunliche oder bläuliche spielen. Seine Strichfarbe ist weiß. Kaolinit kann gesteinsbildend als Kaolin auftreten.
Kaolinit hat eine Mohs’sche Härte von 2 bis 2,5, eine Dichte von 2,61 bis 2,68 g/cm³. Im Wasser wird das Mineral plastisch verformbar.

## Etymologie und Geschichte
Der Name Kaolinit ist aus dem Gestein Kaolin abgeleitet, dessen Hauptbestandteil es ist. Kaolin wiederum leitet sich aus dem ersten Fundort ab, dem chinesischen Ort 高嶺 Gaoling (von chin.: gāo lĭng = hoher Hügel).
Obschon die Herstellung von Stein- und Tongut so alt ist wie das Sesshaftwerden der Menschen, hat die Herstellung von Porzellan aus Kaolinit und Feldspat in einer primitiven Form wahrscheinlich erst im siebten nachchristlichen Jahrhundert in China stattgefunden.
Verwendet wurde das Mineral dort aber bereits im Jahre 105 als Füllstoffmineral bei der Papierherstellung. 600 Jahre später wurde es dann nahe dem oben genannten Hügel als Rohstoff für die chinesische Keramik- und Porzellanindustrie verwendet. Die Entwicklung dieser Art von Keramik ging mit der Entwicklung von Hochtemperatur-Brennöfen einher, die eine ausreichend hohe Temperatur von 1450 °C für die Verglasung (Vitrifikation) von Kaolinit und Feldspat zur Verfügung stellen konnten. Chinaporzellan war denn auch anfangs eine der wichtigsten Handelswaren zwischen Europa und China. Seit 1707 wurde nahe Meißen die erste Kaolinit-Lagerstätte zur Porzellanherstellung in Europa ausgebeutet.

## Klassifikation
In der mittlerweile veralteten, aber noch gebräuchlichen 8. Auflage der Mineralsystematik nach Strunz gehörte Kaolinit zur Mineralklasse der „Silikate und Germanate“ und dort zur Abteilung der „Schichtsilikatminerale (Phyllosilikate)“, wo es namensgebend
zusammen mit Dickit, Halloysit und Nakrit die Kaolinit-Gruppe VIII/H.23 bildete.
Die seit 2001 gültige und von der International Mineralogical Association (IMA) verwendete 9. Auflage der Strunz’schen Mineralsystematik ordnet den Kaolinit in die Klasse der „Silikate und Germanate“ und dort in die Abteilung der „Schichtsilikatminerale (Phyllosilicate)“ ein. Diese Abteilung ist allerdings weiter unterteilt nach der Art der Schichtbildung, so dass das Mineral entsprechend seinem Aufbau in der Unterabteilung „Schichtsilikate (Phyllosilikate) mit Kaolinitschichten, zusammengesetzt aus tetraedrischen oder oktaedrischen Netzen“ zu finden ist, wo es namensgebend zusammen mit Dickit, Nakrit und Odinit die „Kaolinit-Gruppe“ mit der System-Nr. 9.ED.05 bildet.
Auch die vorwiegend im englischen Sprachraum gebräuchliche Systematik der Minerale nach Dana ordnet den Kaolinit in die Klasse der „Silikate und Germanate“ und dort in die Abteilung der „Schichtsilikatminerale“ ein. Hier ist er zusammen mit Dickit, Nakrit, Halloysit, Endellit und Odinit in der „Kaolinitgruppe“ mit der System-Nr. 71.01.01 innerhalb der Unterabteilung der „71.01 Schichtsilikate: Schichten von sechsgliedrigen Ringen mit 1:1-Lagen“ zu finden.

## Kristallstruktur

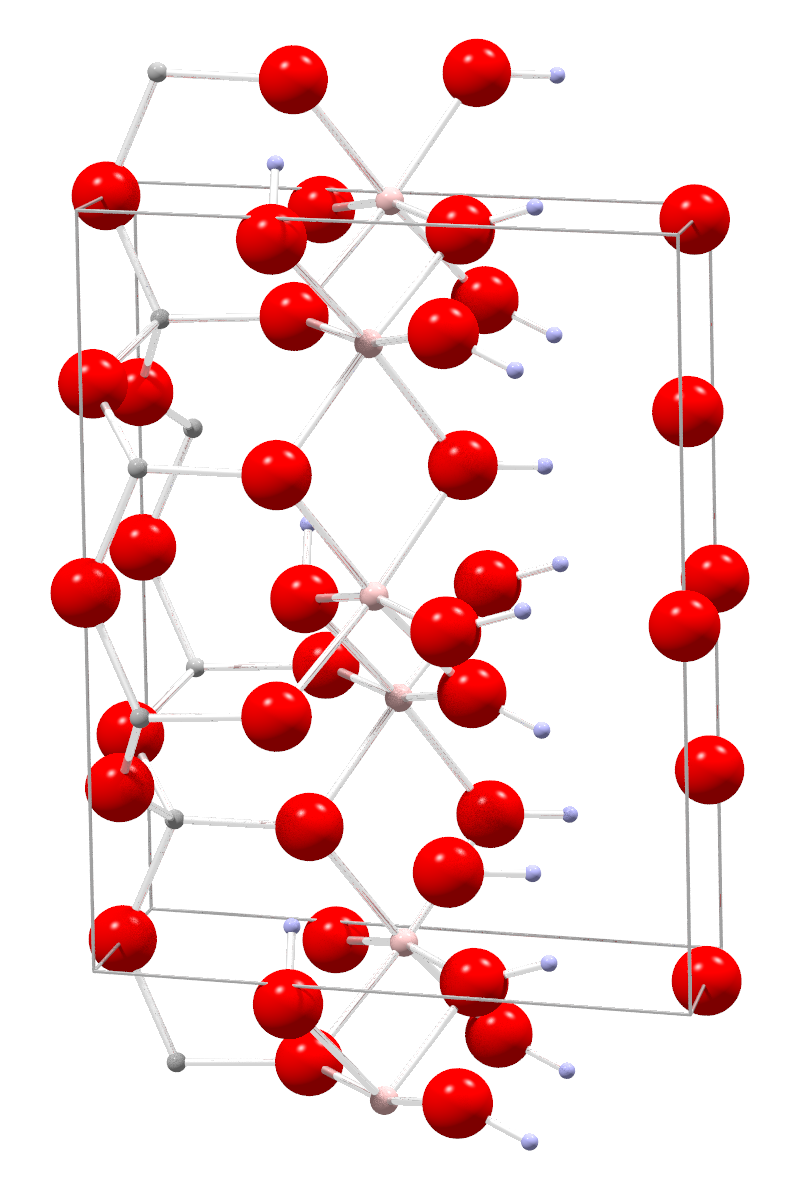
Struktur von Kaolinit
1. 8888FF H der OH^{−}
2. FF0000 O^{2−}
3. FFAAAA Al^{3+}
4. 888888 Si^{4+}

Die Kristallstruktur von Kaolinit besteht aus einer Tetraederschicht, die mit einer Oktaederschicht verknüpft ist. Erstere besteht aus Tetraedern, die über basale Sauerstoffe verknüpft (polymerisiert) und ausschließlich mit Silizium besetzt sind. Die Oktaederschicht besteht hingegen aus kantenverknüpften Oktaedern, die ausschließlich mit Aluminium besetzt sind. Diese, aus Tetraeder- und Oktaederschicht bestehende Struktur bezeichnet man als 1:1-Schichtpaket.
| Kristallographische Daten der Kaolinit-Polytype | Kristallographische Daten der Kaolinit-Polytype | Kristallographische Daten der Kaolinit-Polytype | Kristallographische Daten der Kaolinit-Polytype | Kristallographische Daten der Kaolinit-Polytype |
| ----------------------------------------------- | ----------------------------------------------- | ----------------------------------------------- | ----------------------------------------------- | ----------------------------------------------- |
| Name                                            | Kaolinit-1A                                     | Kaolinit-1A                                     | Kaolinit-1M                                     | Kaolinit-1M                                     |
| Kristallsystem                                  | triklin                                         | triklin                                         | monoklin                                        | monoklin                                        |
| Kristallklasse                                  | 1                                               | 1                                               | nicht definiert                                 | nicht definiert                                 |
| Raumgruppe                                      | C1                                              | C1                                              | nicht definiert                                 | nicht definiert                                 |
| Gitterkonstanten der Elementarzelle             | a = 5,15 Å b = 8,94 Å c = 7,39 Å                | α = 91,9° β = 105,0° γ = 89,8°                  | a = 5,16 Å b = 8,93 Å c = 7,39 Å                | β = 104,5°                                      |
| Zahl der Formeleinheiten in der Elementarzelle  | 1                                               | 1                                               | 1                                               | 1                                               |

Kaolinit ist das am häufigsten auftretende Mineral der Kaolinitgruppe. Dickit und Nakrit sind Polytype von Kaolinit, das heißt, sie sind chemisch identisch mit Kaolinit, die Stapelung der 1:1-Schichtpakete erfolgt jedoch in unterschiedlichen regulären Abfolgen.
Dickit und Nakrit sind zum Beispiel „double-layer“ Polytype, das heißt, die Periodizität entlang der kristallographischen c-Achse beträgt 2 mal 7 Ångström, entsprechend zwei 1:1-Schichtpaketen. Hydrohalloysit, auch als Halloysit-10Å bezeichnet, ist ein hydratisierter Kaolinit, das heißt, zwischen den 1:1-Schichtpaketen befindet sich ein Zwischenschichtpaket aus Wassermolekülen. Diese können die Struktur spontan oder durch vorsichtiges Erwärmen allmählich, bereits bei Raumtemperatur, oder unter Vakuumbedingungen verlassen. Entwässerter Halloysit-10Å wird auch als Halloysit-7Å (Halloysit) bezeichnet. Allophan und Imogolit sind schlecht geordnete, wasserhaltige Alumosilikate.

## Strukturumwandlungen
Die Struktur von Kaolinit ändert sich durch thermische Behandlung in Luft bei atmosphärischem Druck (Kalzinierung). Bei 550–600 °C beginnt eine Dehydratisierung, die zu amorphem Meta-Kaolinit (auch Metakaolin) mit der Summenformel Al2Si2O7 (Oxidformel Al2O3·2SiO2) führt. Eine Dehydroxylierung wurde bis zu 900 °C beobachtet. Diese Phase ist nicht eine einfache amorphe Mischung aus SiO2 und Al2O3, sondern eine größere amorphe Struktur, die aufgrund ihrer hexagonalen Schichten eine gewisse Ordnung hat, ohne kristallin im engeren Sinn zu sein:
{\displaystyle {\ce {2 Al2Si2O5(OH)4 -> 2 Al2Si2O7 + 4 H2O}}}
Bei weiterer Erhitzung auf 925–950 °C entsteht ein siliziumarmer Aluminium-Silizium-Spinell (Si3Al4O12), der manchmal als vom Typ γ-Aluminiumoxid bezeichnet wird:
{\displaystyle {\ce {2 Al2Si2O7 -> Si3Al4O12 + SiO2}}}
Bei Kalzinierung auf 1050 °C wird die Spinellphase in Mullit und Cristobalit umgewandelt:
{\displaystyle {\ce {3 Si3Al4O12 -> 2 Si2Al6O13 + 5 SiO2}}}
Meta-Kaolinit ist bisher nur synthetisch bekannt und konnte unter anderem bei Kohleverbrennungsexperimenten und in Keramik nachgewiesen werden. Es wird allerdings für möglich gehalten, dass die Verbindung auch in natürlicher Umgebungen entstehen kann.

## Bildung und Fundorte
Kaolinit besteht aus submikroskopischen Kristallen mit blättrigem Habitus (Erscheinungsbild). Er ist zumeist Bestandteil derjenigen Tonmineralfraktion eines Sediments, der per Definition ein Korndurchmesser unterhalb von zwei Mikrometern zugeordnet wird. Das Mineral ist ein allgegenwärtiges Aluminiumsilikat in den Böden feuchtwarmer Regionen und ein typisches Produkt der chemischen Verwitterung anderer Aluminiumsilikate durch Säure oder partielle Hydrolyse, im Besonderen von Mineralen der Feldspat-Gruppe. Kaolinit ist Bestandteil verschiedener diagenetischer Abfolgen und kann als Füllmineral in Porenräumen von Sedimenten angetroffen werden. Es wird bei Temperaturen unterhalb von 300 °C, niedrigem Druck und bei pH-Werten zwischen 3 und 5 sowie bei geringen Kalium-Konzentrationen gebildet. Bei höheren Konzentrationen entsteht stattdessen das Phyllosilikat Illit.
Das Ausgangsgestein ist zumeist ein saurer Magmatit wie zum Beispiel Granit oder Rhyolith. Ausgangsminerale sind sowohl Feldspäte als auch Muskovit.
Die Umsetzung von Kalifeldspat zu Kaolinit unter Oberflächenbedingungen wird bei einem pH-Wert unter 5 als Säurehydrolyse oder partielle Hydrolyse bezeichnet (die Kaolinisierung):
{\displaystyle {\ce {4 KAlSi3O8 (s) + 6 H2O (l) -> Si4Al4O10(OH)8 (s) + 8 SiO2 (s) + 4K(OH) (aq)}}}
 Kalifeldspat setzt sich mit Wasser zu Kaolinit, Quarz und Kaliumhydroxidlösung um.
Kalium muss abtransportiert werden, da sich sonst anstelle von Kaolinit Illit bildet.
Unter tropischen Bedingungen mit hohen Niederschlagsraten, schneller Entwässerung, niedrigem Grundwasserstand und adäquatem Wasserfluss zum Abtransport der löslichen Komponenten sind Granit und Rhyolith leicht zu Kaolinit und Quarz verwitterbar. Die immobilen Komponenten sind Aluminium und Silizium, während hingegen die Alkali- und Erdalkalielemente als mobil bezeichnet werden können. Bei noch intensiverer Verwitterung wird aus Kaolinit Silizium gelöst und Gibbsit (Hydrargillit) gebildet. Plagioklase verwittern im Allgemeinen vor Kalifeldspat und Muskowit.

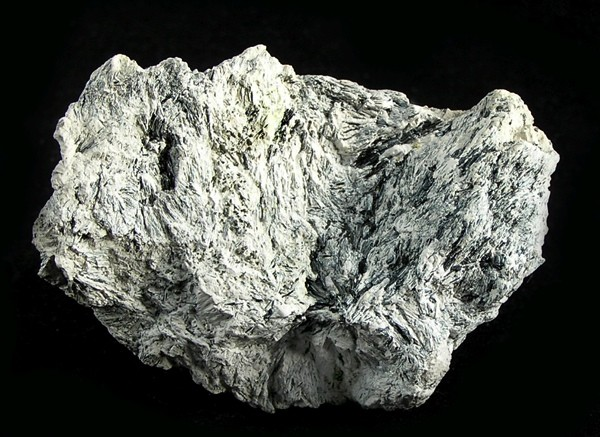
Blättriger Kaolinit mit Zinkenit aus der Itos Mine, Oruro, Bolivien Größe: 6,9 × 4,9 × 3,0 cm
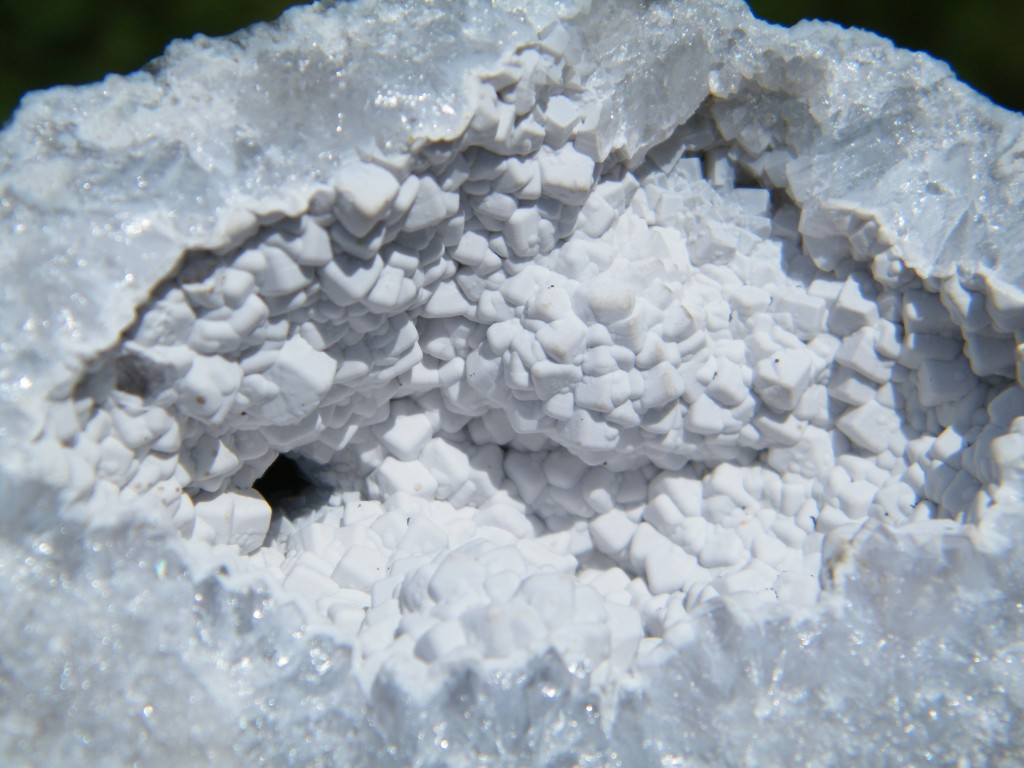
Quarzdruse mit Calcit und weißem Kaolinit-Überzug aus St. Francisville, Clark County (Missouri), USA (Geodengröße: 4" × 3" × 2,5"; entspricht 10,16 × 7,62 × 6,35 cm)
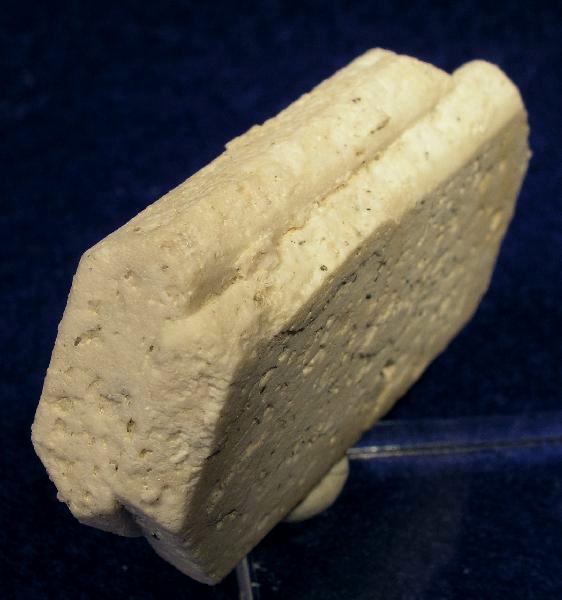
Pseudomorphose von Kaolinit nach Orthoklas-Zwilling (Größe: 4,5 × 2,6 × 1,1 cm)
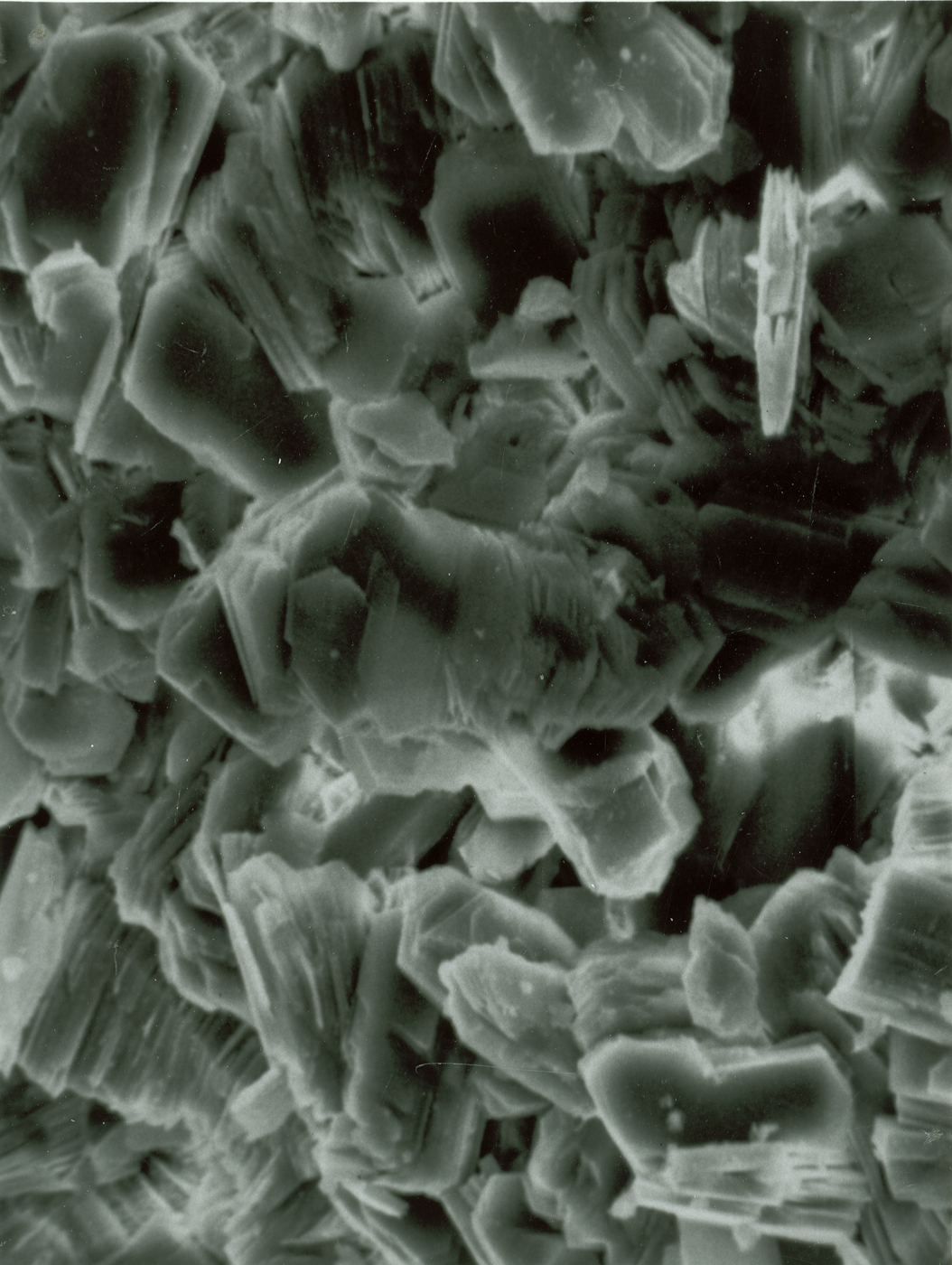
REM-Aufnahme mit blättrigem, pseudohexagonalem Kaolinit
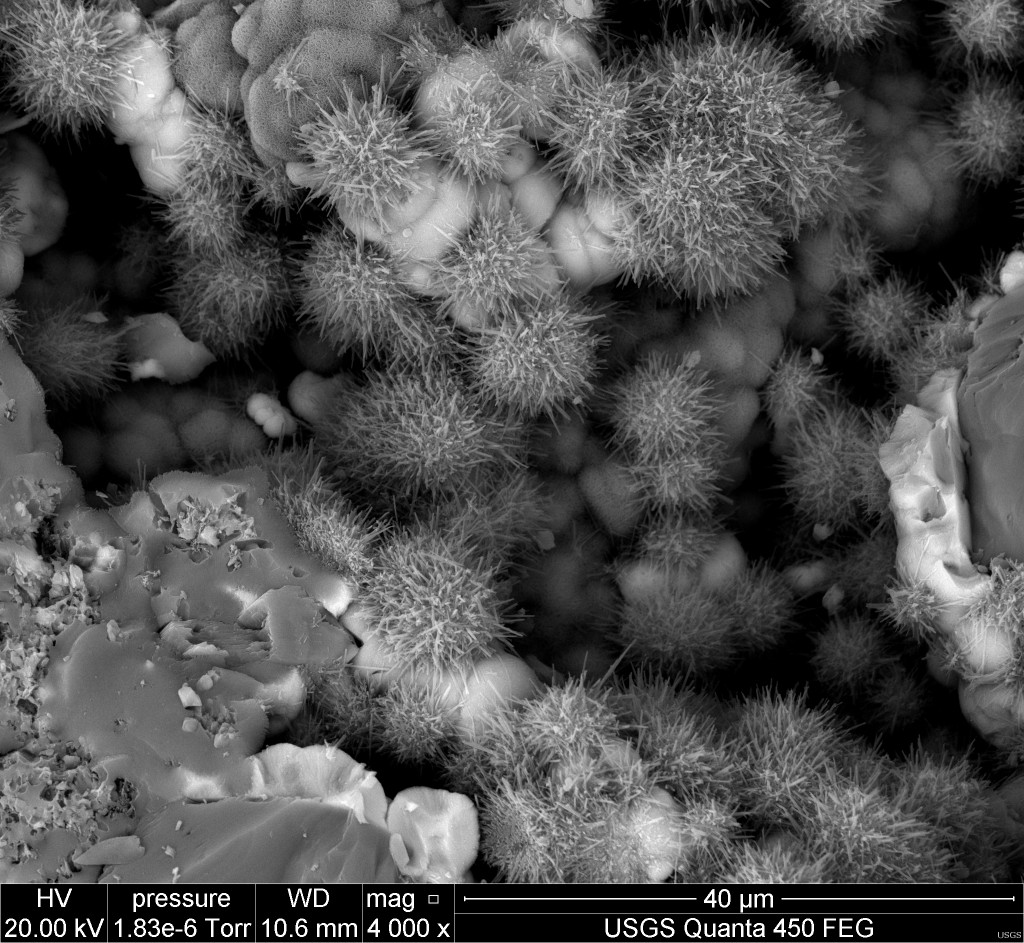
REM-Aufnahme von radialstrahlig-faserigem Kaolinit aus Hot Springs, Plumas County, Kalifornien, USA

## Verwendung
Kaolinit respektive Kaolin findet überwiegend in der Herstellung von Porzellan, als Füllmaterial in Farben und Plastik, als Füllmaterial und Appretur in der Papierherstellung, sowie bei der Ziegelherstellung und als feuerfestes Material Anwendung. Wichtigstes Verwendungsgebiet ist heutzutage die Beschichtung von Papier, wofür rund 60 % des Kaolins aufgewendet werden.